# Saison 2000-2001 du Stade Malherbe Caen
Maillots
Chronologie
Saison précédente Saison suivante
En 2000-2001, le Stade Malherbe de Caen dispute sa quatrième saison d'affilée en Ligue 2. 
Le club est privatisé en début de saison, ce qui conduit au retour de Guy Chambily en tant que président. Le manager général Daniel Jeandupeux est licencié, tandis que l'ancien gardien de but caennais Philippe Montanier, qui vient d'arrêter sa carrière de joueur, devient directeur sportif. Grâce aux indemnités de départs de Jérôme Rothen et de Bernard Mendy, le club recrute de nombreux joueurs et se veut ambitieux.
Les résultats du début de saison sont catastrophiques et les caennais tombent rapidement à la dernière place. À la suite d'une sévère défaite à domicile face à l'AS Nancy-Lorraine (0-3) le 1er septembre, le club se sépare de son entraîneur Pascal Théault, qui retourne quelques mois s'occuper du centre de formation. Christophe Desbouillons assure un bref intérim, avant que Jean-Louis Gasset ne devienne entraîneur. C'est enfin au tour de Philippe Montanier de démissionner quelques semaines après son arrivée. L'ancien entraîneur caennais Guy David est alors recruté comme manager général. 
Malgré un sursaut sportif pendant l'automne, les caennais ne décollent pas au classement et n'assurent finalement leur maintien que lors de l'avant-dernière journée, avec une dernière victoire sur le SCO Angers. Ils terminent à la 17e place du classement, le plus mauvais résultat du club depuis 1984.
Le centre de formation se développe, illustré par l'éclosion de Mathieu Bodmer en équipe première et le parcours de l'équipe de moins de 18 ans jusqu'en finale de la coupe Gambardella.

## Transferts

### Arrivées
| Nom                 | Poste                     | Nationalité sportive | Transfert          | Provenance                        | Date           |
| Marc Zanotti        | milieu de terrain         | France               | Transfert (libre)  | Girondins de Bordeaux             | Été 2000       |
| Philippe Montanier  | directeur sportif         | France               | -                  | AS St-Étienne (retraite sportive) | Été 2000       |
| Frédérik Viseux     | défenseur                 | France               | Transfert (libre)  | LOSC                              | Été 2000       |
| Nicolas Esceth-N'Zi | attaquant                 | Sénégal              | Transfert (2,5 MF) | FC Gueugnon                       | Été 2000       |
| Christophe Le Grix  | milieu de terrain         | France               | Transfert (libre)  | FC Lorient                        | Été 2000       |
| Olivier Bogaczyk    | attaquant                 | France               | Transfert (libre)  | RC Lens                           | Été 2000       |
| Mathieu Bodmer      | défenseur/milieu défensif | France               | Formé au club      |                                   | Été 2000       |
| Gaël Suares         | défenseur                 | France               | Formé au club      |                                   | Été 2000       |
| Salah Bakour        | milieu de terrain         | France               | Formé au club      |                                   | Été 2000       |
| Jean-Louis Gasset   | entraîneur                | France               | -                  | Montpellier HSC                   | Septembre 2000 |
| Guy David           | directeur sportif         | France               | -                  | OGC Nice                          | Septembre 2000 |
| David Garcion       | milieu de terrain         | France               | Transfert (libre)  | EA Guingamp                       | Hiver 2001     |

### Départs
| Nom                | Poste                     | Nationalité sportive | Transfert                       | Destination         | Date           |
| Daniel Jeandupeux  | manager général           | France               | Licenciement                    | -                   | Été 2000       |
| Bernard Mendy      | défenseur droit           | France               | Prêt (option d'achat de 2,7 M€) | Paris SG            | Été 2000       |
| Olivier Bellisi    | défenseur                 | France               | Transfert (libre)               | Louhans-Cuisaux     | Été 2000       |
| Jérôme Rothen      | milieu gauche             | France               | Transfert (env. 1 M€)           | ES Troyes AC        | Été 2000       |
| Arnaud Tanguy      | défenseur/milieu défensif | France               | Transfert (libre)               | Racing CP           | Été 2000       |
| Kamel Ouejdide     | attaquant                 | Maroc                | Prêt                            | Red Star            | Été 2000       |
| Salem Harchèche    | milieu de terrain         | Algérie              | Arrêt                           |                     | Été 2000       |
| Mickaël Barré      | défenseur droit/centre    | France               | Transfert (libre)               | AS Cherbourg        | Été 2000       |
| Pascal Théault     | entraîneur                | France               | -                               | Centre de formation | Septembre 2000 |
| Philippe Montanier | directeur sportif         | France               | Fin de contrat                  |                     | Septembre 2000 |
| Seyni N'Diaye      | attaquant                 | Sénégal              | Transfert                       | Tranmere Rovers     | 19 mars 2001   |

## Effectif

### Joueurs utilisés
| Joueur            | D2     | D2   |
| ----------------- | ------ | ---- |
| Joueur            | Matchs | Buts |
| Fabrice Catherine | 37     | 0    |
| Jérôme Hiaumet    | 1      | 0    |

| Joueur                | D2     | D2   |
| --------------------- | ------ | ---- |
| Joueur                | Matchs | Buts |
| Grégory Tafforeau     | 37     | 0    |
| Jean-Philippe Caillet | 33     | 0    |
| Milos Glonek          | 28     | 0    |
| Arthur Gnohéré        | 28     | 2    |
| Mathieu Bodmer        | 25     | 0    |
| Frédérik Viseux       | 19     | 0    |
| Richard Lecour        | 16     | 0    |
| Gaël Suares           | 1      | 0    |

| Joueur              | D2     | D2   |
| ------------------- | ------ | ---- |
| Joueur              | Matchs | Buts |
| Jimmy Hebert        | 35     | 2    |
| Anthony Deroin      | 34     | 1    |
| Johan Gallon        | 29     | 1    |
| Nicolas Esceth-N'Zi | 20     | 2    |
| David Garcion       | 20     | 2    |
| Marc Zanotti        | 19     | 3    |
| Christophe Le Grix  | 17     | 1    |
| Stéphane Tanguy     | 17     | 0    |
| Salah Bakour        | 9      | 0    |
| Arnaud Scaini       | 3      | 0    |

| Joueur                | D2     | D2   |
| --------------------- | ------ | ---- |
| Joueur                | Matchs | Buts |
| Cyrille Watier        | 33     | 13   |
| Christophe Horlaville | 29     | 6    |
| Olivier Bogaczyk      | 24     | 2    |
| Seyni N'Diaye         | 7      | 1    |
| Jonathan Tehoue       | 1      | 0    |

## Les rencontres de la saison

### Championnat de Ligue 2
| Date               | Journée | Match                    | Score | Buteurs SMC                                      | Class. | Public |
| ------------------ | ------- | ------------------------ | ----- | ------------------------------------------------ | ------ | ------ |
| 29 juillet 2000    | J1      | Caen - AS Cannes         | 2 - 2 | Zanotti (19e, 77e)                               | 9e     | 9.365  |
| 5 août 2000        | J2      | Montpellier HSC - Caen   | 2 - 0 |                                                  | 17e    | 8.854  |
| 12 août 2000       | J3      | Caen - FC Sochaux        | 1 - 3 | Esceth-N'Zi (75e)                                | 20e    | 9.901  |
| 19 août 2000       | J4      | Stade lavallois - Caen   | 2 - 1 | Horlaville (88e)                                 | 19e    | 6.391  |
| 26 août 2000       | J5      | Caen - FC Lorient        | 1 - 2 | Watier (1e)                                      | 20e    | 8.515  |
| 29 août 2000       | J6      | FC Gueugnon - Caen       | 1 - 1 | Watier (24e)                                     | 18e    | 3.574  |
| 1er septembre 2000 | J7      | Caen - AS Nancy-Lorraine | 0 - 3 |                                                  | 20e    | 7.895  |
| 6 septembre 2000   | J8      | ES Wasquehal - Caen      | 3 - 3 | N'Diaye (2e), Benon (csc 67e), Deroin (77e)      | 20e    | 941    |
| 9 septembre 2000   | J9      | Caen - Le Havre AC       | 1 - 0 | Esceth-N'Zi (19e)                                | 20e    | 10.863 |
| 16 septembre 2000  | J10     | Créteil - Caen           | 0 - 1 | Gnohéré (11e)                                    | 16e    | 2.500  |
| 23 septembre 2000  | J11     | Caen - OGC Nice          | 1 - 0 | Hébert (83e)                                     | 14e    | 10.376 |
| 30 septembre 2000  | J12     | Nîmes Olympique - Caen   | 1 - 2 | Watier (52e), Salaün (csc 78e)                   | 12e    | 5.528  |
| 7 octobre 2000     | J13     | Caen - AS Beauvais       | 1 - 1 | Le Grix (19e)                                    | 12e    | 10.130 |
| 11 octobre 2000    | J14     | Caen - AC Ajaccio        | 2 - 0 | Horlaville (17e), Watier (87e)                   | 10e    | 9.940  |
| 14 octobre 2000    | J15     | Chamois niortais - Caen  | 2 - 0 |                                                  | 11e    | 4.117  |
| 21 octobre 2000    | J16     | Caen - LB Châteauroux    | 1 - 1 | Gallon (53e)                                     | 11e    | 12.634 |
| 28 octobre 2000    | J17     | FC Martigues - Caen      | 2 - 2 | Horlaville (4e), Watier (27e)                    | 11e    | 1.287  |
| 4 novembre 2000    | J18     | Caen - Le Mans UC        | 0 - 2 |                                                  | 12e    | 10.068 |
| 11 novembre 2000   | J19     | SCO Angers - Caen        | 0 - 1 | Horlaville (65e)                                 | 11e    | 3.384  |
| 18 novembre 2000   | J20     | Caen - Montpellier HSC   | 0 - 0 |                                                  | 11e    | 11.595 |
| 29 novembre 2000   | J21     | FC Sochaux - Caen        | 3 - 0 |                                                  | 13e    | 9.591  |
| 2 décembre 2000    | J22     | Caen - Stade lavallois   | 0 - 1 |                                                  | 13e    | 10.683 |
| 9 décembre 2000    | J23     | FC Lorient - Caen        | 1 - 1 | Horlaville (60e)                                 | 13e    | 6.400  |
| 21 décembre 2000   | J24     | Caen - FC Gueugnon       | 2 - 1 | Watier (51e), Garcion (70e)                      | 13e    | 8.756  |
| 14 janvier 2001    | J25     | ASNL - Caen              | 4 - 0 |                                                  | 14e    | 4.500  |
| 26 janvier 2001    | J26     | Caen - ES Wasquehal      | 1 - 2 | Zanotti (72e)                                    | 15e    | 10.166 |
| 3 février 2001     | J27     | Le Havre AC - Caen       | 2 - 1 | Gnohéré (84e)                                    | 17e    | 12.060 |
| 7 février 2001     | J28     | Caen - Créteil           | 1 - 0 | Hébert (86e)                                     | 15e    | 10.781 |
| 16 février 2001    | J29     | OGC Nice - Caen          | 2 - 0 |                                                  | 17e    | 2.400  |
| 3 mars 2001        | J30     | Caen - Nîmes Olympique   | 2-2   | Watier (42e), Horlaville (50e)                   | 17e    | 11.775 |
| 17 mars 2001       | J31     | AS Beauvais - Caen       | 0 - 1 | Bogaczyk (80e)                                   | 12e    | 2.932  |
| 23 mars 2001       | J32     | AC Ajaccio - Caen        | 1 - 0 |                                                  | 16e    | 1.000  |
| 28 mars 2001       | J33     | Caen - Chamois niortais  | 1 - 2 | Watier (27e)                                     | 17e    | 8.500  |
| 7 avril 2001       | J34     | LB Châteauroux - Caen    | 0 - 1 | Watier (34e)                                     | 14e    | 7.072  |
| 20 avril 2001      | J35     | Caen - FC Martigues      | 1 - 2 | Watier (90e)                                     | 17e    | 11.414 |
| 28 avril 2001      | J36     | Le Mans UC - Caen        | 1 - 1 | Watier (81e)                                     | 16e    | 4.296  |
| 11 mai 2001        | J37     | Caen - SCO Angers        | 4 - 0 | Garcion (38e), Bogaczyk (65e), Watier (75e, 86e) | 16e    | 15.694 |
| 18 mai 2001        | J38     | AS Cannes - Caen         | 2 - 0 |                                                  | 17e    | 1.500  |

### Coupe de la Ligue
| Date            | Tour  | Adversaire   | Lieu | Score | Buteurs SMC  | Public |
| --------------- | ----- | ------------ | ---- | ----- | ------------ | ------ |
| 8 novembre 2000 | CDL 1 | ES Wasquehal | Ext. | 1 - 2 | Deroin (11e) | 1 540  |

### Coupe de France
| Date             | Tour    | Adversaire              | Lieu | Score | Buteurs SMC            | Public |
| ---------------- | ------- | ----------------------- | ---- | ----- | ---------------------- | ------ |
| novembre 2000    | 7e Tour | Colombes (DH)           | Ext. | 0 - 3 |                        |        |
| 16 décembre 2000 | 8e Tour | UJA Alfortville (Ligue) | Ext. | 0 - 3 |                        |        |
| 20 janvier 2001  | 32èmes  | Olympique lyonnais (D1) | Ext. | 3 - 2 | Garcion, Govou (c.s.c) | 7 000  |